# Rhododendron tenuifolium
Rhododendron tenuifolium là một loài thực vật có hoa trong họ Thạch nam. Loài này được R.C. Fang & S.H. Huang miêu tả khoa học đầu tiên năm 1986.